# 徐康
徐 康（じょ こう、生没年不詳）は、小説『三国志演義』の登場する架空の人物。
徐庶の弟という設定で、兄の不在中に母親の世話をしていたが、早世する。『演義』第三十六回『玄徳計を用いて樊城を襲い　元直馬を走らせて諸葛を薦む』において、程昱が徐庶を劉備のもとから引き離す計略を献策する際、「…今、弟の徐康は既に死亡し…」と言及されている。